# Behnam Asbagui Janghah
Behnam Asbagui Janghah (en persa: بهنام اسبقی خانقاه‎, Teherán, 25 de junio de 1986) es un deportista iraní que compite en taekwondo.
Ganó una medalla de oro en el Campeonato Mundial de Taekwondo de 2013 y una medalla de oro en el Campeonato Asiático de Taekwondo de 2014. En los Juegos Asiáticos de 2014 consiguió una medalla de oro.

## Palmarés internacional
| Campeonato Mundial  | Campeonato Mundial      | Campeonato Mundial | Campeonato Mundial |
| Año                 | Lugar                   | Medalla            | Categoría          |
| ------------------- | ----------------------- | ------------------ | ------------------ |
| 2013                | Puebla (México)         | Medalla de oro     | –68 kg             |
| Juegos Asiáticos    |                         |                    |                    |
| Año                 | Lugar                   | Medalla            | Categoría          |
| 2014                | Incheon (Corea del Sur) | Medalla de oro     | –68 kg             |
| Campeonato Asiático |                         |                    |                    |
| Año                 | Lugar                   | Medalla            | Categoría          |
| 2014                | Taskent (Uzbekistán)    | Medalla de oro     | –68 kg             |